# Hydrillodes subflavalis
Hydrillodes subflavalis är en fjärilsart som beskrevs av George Francis Hampson 1907. Hydrillodes subflavalis ingår i släktet Hydrillodes och familjen nattflyn. Inga underarter finns listade i Catalogue of Life.